# Rainer Prewo
Rainer Prewo (* 24. November 1945 in Stuttgart-Zuffenhausen) ist ein deutscher Politiker (SPD). Er gehört seit 1994 dem Kreistag des Landkreises Calw an. Von 2006 bis 2011 war er Abgeordneter im Landtag von Baden-Württemberg. Prewo ist Ehrenbürger der Stadt Nagold, deren Oberbürgermeister er von 1992 bis 2008 war.

## Leben
Prewo studierte Wirtschafts- und Sozialwissenschaften in Erlangen und Frankfurt am Main mit dem Abschluss als Diplom-Soziologe. Im Jahr 1972 war Prewo Wissenschaftlicher Mitarbeiter am Hessischen Institut für Bildungsplanung und wurde 1978 an der Universität Frankfurt zum Dr. phil. promoviert. Er wurde ehrenamtlicher Ortsvorsteher im Frankfurter Nordend und war in den Jahren 1980 bis 1992 Professor an der Verwaltungsfachhochschule Hessen in Wiesbaden, einer Fachhochschule für öffentliche Verwaltung.
Im Jahr 1992 wurde Rainer Prewo zum Oberbürgermeister der Stadt Nagold gewählt und im Jahr 2000 für eine weitere achtjährige Amtszeit wiedergewählt. In seine Amtszeit fallen u. a. der Bau einer Innenstadtumfahrung, die Umgestaltung der Innenstadt mit verkehrsberuhigten Zonen sowie die Konversion des ehemaligen Standorts der Bundeswehr. Zudem holte er die Landesgartenschau für 2012 nach Nagold. Im Frühjahr 2008 erklärte er, auf eine erneute Kandidatur zu verzichten und sich auf seine weiteren Mandate konzentrieren zu wollen. Bei seiner Verabschiedung als Oberbürgermeister am 28. November 2008 wurde ihm die Ehrenbürgerwürde der Stadt Nagold verliehen.
Rainer Prewo wurde im Jahr 2006 für die SPD im Wahlkreis Calw mit 24,4 % der Stimmen über ein Zweitmandat in den Landtag von Baden-Württemberg gewählt, wo er wirtschaftspolitischer Sprecher der SPD-Fraktion wurde. Obwohl Prewo bei der Landtagswahl 2011 mit 22,2 Prozent nur leicht an Stimmenanteil verlor, reichte sein Ergebnis nicht für ein neues Mandat.
Prewo ist Mitglied des Calwer Kreistages und war dort bis zu seiner Wahl in den Landtag 2006 SPD-Fraktionsvorsitzender. Er hat seit der Kommunalwahl 2009 dieses Amt wieder inne.
In den Jahren 2012 bis 2020 übte Rainer Prewo ehrenamtlich die Funktion des Vorstandsvorsitzenden der Denkmalstiftung Baden-Württemberg aus.

## Ehrungen
Im Jahr 2022 wurde ihm die Staufermedaille des Landes Baden-Württemberg verliehen.